# 粗茎早熟禾
粗茎早熟禾（学名：Poa trivialis），又名普通早熟禾，为禾本科早熟禾属下的一个种。